# Овид (Библија)
Обед (хебрејски עובד‎, „Обед“) је старозаветна личност; син Воаза и Руте, отац пророка Јесеја и деда пророка Давида.
У Новом Завету се помиње као један од предака Исуса Христа– у родослову датом у Јеванђељу по Матеју и Јеванђељу по Луки.